# Odinslund (park)

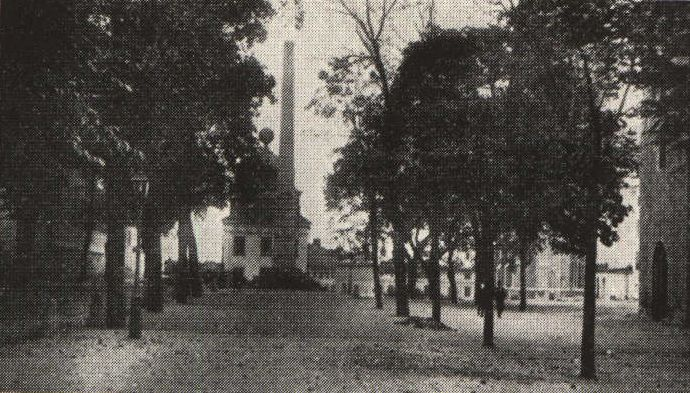
Odinslund vid 1900-talets början med Gustavianum i bakgrunden.

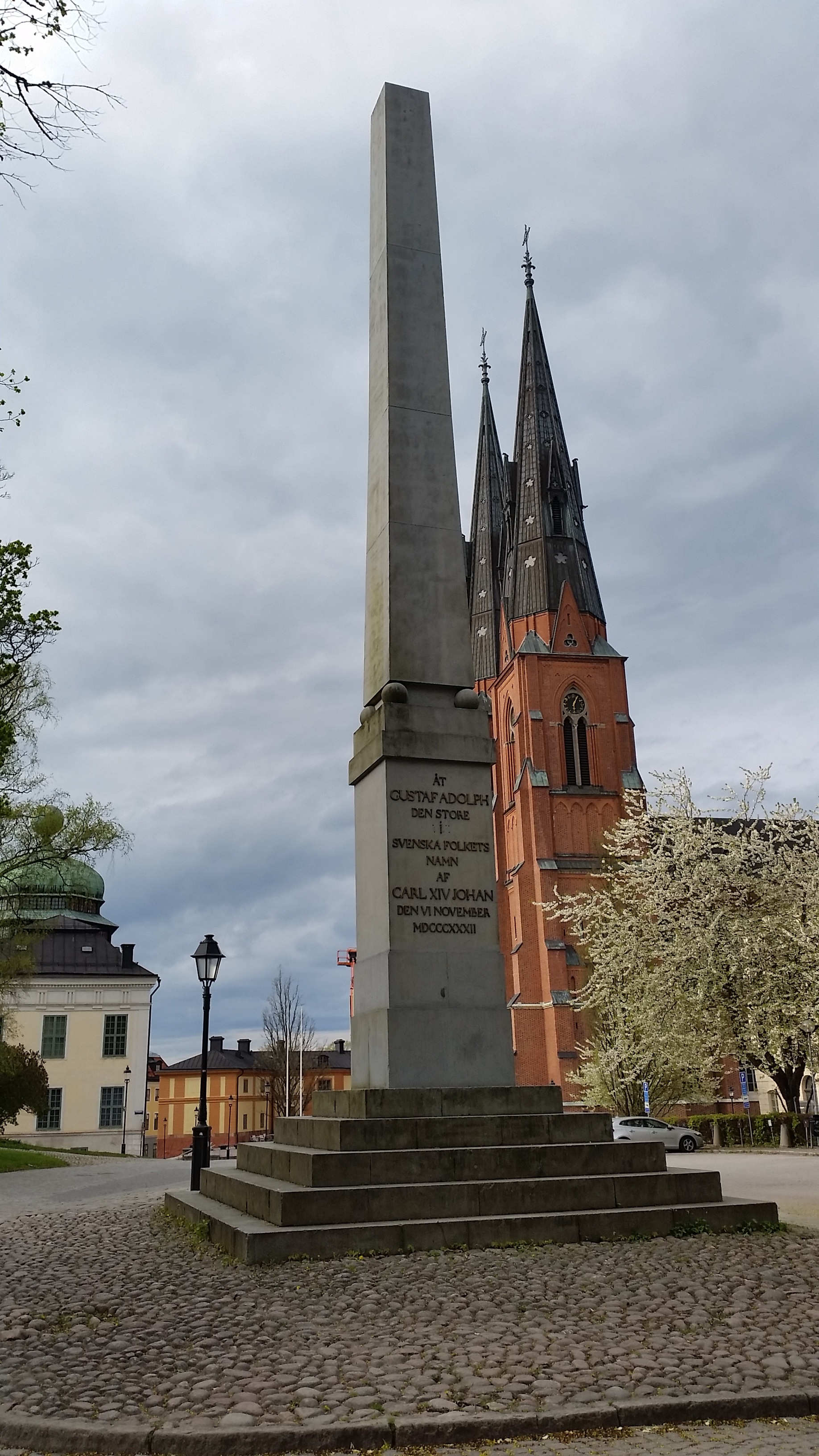
Obelisken till minne av Gustav II Adolf.

Odinslund är en park i stadsdelen Fjärdingen i centrala Uppsala, och är stadens äldsta offentliga promenadplats. Dess tre alléer av almar planterades 1759 av Carl von Linné. 
Odinslund är belägen efter den gamla medeltida utfarten ur Uppsala söderut mot Flottsund. Namnet Odinslund kom från Johannes Schefferus, som i likhet med flera andra 1600-talsforskare menade att Uppsala tempel legat på nuvarande Uppsala domkyrkas plats och placerade templets offerlund här. Ännu på 1770-talet framfördes dessa tankar av Johan Ihre, men anses numera föråldrade.
I den norra delen av lunden som mynnar ut vid Uppsala domkyrka (framför Helga Trefaldighetskyrkan) står en obelisk som invigdes den 6 november 1832 till minne av Gustav II Adolf, och skänktes av Karl XIV Johan. Lundens södra del vetter mot Drottninggatans korsning med Övre Slottsgatan, där Clasonska gården ligger, och universitetsbiblioteket Carolina Rediviva.
Odinslund var under 1800-talet en viktig samlingsplats för studentsången i Uppsala och har också gett namn åt sångsamlingen Odinslund och Lundagård.
Parken är för många uppsalabor förknippad med konstnären och skulptören Staffan Östlund. I hans ateljé och galleri på den västra sidan av Odinslund har det under många år varit kulturnatt med utställning. Hans hus är från 1700-talet och den stora trädgården har ett flertal stora och spektakulära skulpturer. Staffan Östlund hade sin ateljé här sedan mitten av 1950-talet. I de hus där Staffan Östlunds hade sin ateljé har både August Strindberg och Karin Boye bott när de studerade vid Uppsala universitet.
Invid Odinslund finns två av Uppsalas hotell: Akademihotellet i den anrika byggnad som har adress Övre Slottsgatan 5 samt Villa Anna, inrymt i huset med adress Odinslund 3. Villa Anna öppnades 2009 och Akademihotellet 1996.
Under 2000-talet har Uppsala universitet och Uppsala studentkår velat bygga studentbostäder i området, vilket lett till en debatt i Uppsala. Flera politiska partier har motsatt sig planerna, något som även Riksantikvarieämbetet och föreningen Vårda Uppsala gjort.